# Список персонажей Tokyo Mew Mew
Персонажи манги Tokyo Mew Mew и снятого по ней одноимённого аниме были нарисованы Мией Икуми. Действие серии происходит в Токио; команда из пяти девушек, чьи гены были объединены с ДНК редких видов животных, борется с пришельцами, пытающимися захватить Землю. В продолжении под названием Tokyo Mew Mew a la Mode представлена новая Мяу Мяу и новые враги.
Команду «Мяу Мяу» возглавляет главная героиня по имени Итиго Момомия, чьей первоочередной задачей является собрать ещё четырёх Мяу Мяу: Минт Айдзаву, Летус Мидорикаву, Пурин Фон и Дзакуро Фудзивару. Итиго влюбляется в Масаю Аояму и становится его девушкой, хотя и скрывает от него свою вторую сущность. Антагонистами сериала выступают пришельцы Киссю, Пай, Таруто и их лидер Глубокая Синева. Ранее они жили на Земле, но вынуждены были покинуть её из-за ужасных изменений в окружающей среде. Они вернулись для того, чтобы вернуть Землю себе и уничтожить людей, которых они считают виновными в разрушении планеты. В Tokyo Mew Mew a la Mode ученица средней школы Бэрри Сираюки становится шестой Мяу Мяу и временно заменяет Итиго на посту лидера команды. Также в сиквеле представлены новые злодеи — группа «крестоносцев Святой Розы», желающая создать в мире утопию. Возглавляемая Дюком группа несколько раз пытается убить Бэрри и в конечном счёте при помощи гипноза направляет местное население против Мяу Мяу.
Основой для сюжета оригинальной манги стала история Икуми Tokyo Black Cat Girl, где девушка-кошка борется с вторжением пришельцев. Как только автор начала создавать историю пяти героинь, дизайн персонажей стал более светлым и красочным. Критики хвалили главных персонажей оригинальной манги и продолжения за прекрасное соответствие сюжету, а также за привлекательную внешность, хотя в Tokyo Mew Mew a la Mode отмечали повторы сцен из начальной серии. Персонаж Дюк был раскритикован за схожесть его одежды с формой националистической группы Ку-клукс-клан.

## Создание и концепция
Мангака Миа Икуми потратила год на создание манги Tokyo Mew Mew, первый том которой был опубликован в феврале 2001 года. История, которую она первоначально представила своим редакторам, называлась Tokyo Black Cat Girl, а главную героиню звали Химэ Адзуми. Офицер межгалактической полиции по имени Мася наделил её способностью превращаться в девушку-кошку и попросил помочь ему в сражении с инопланетными захватчиками — «Жуками». Адзуми держала в секрете свою двойную жизнь. Однако затем издатели решили сфокусировать внимание на пяти супергероинях и попросили Икуми скорректировать главного персонажа. Так одетая в чёрное Адзуми была заменена на более яркую Итиго. Мангака сомневалась в необходимости внесения изменений, ведь её персонаж изначально создавался для драматической серии.
Работая над дизайном четырёх других персонажей, Икуми нарисовала несколько возможных вариантов костюмов, включая девушку-мышку. Однако в конечный вариант произведения данный дизайн не попал. По окончании работы над главными героинями Икуми в качестве имён дала им названия еды: Итиго (клубника), Минт (мята), Летус (салат-латук), Пурин (пудинг) и Дзакуро (гранат). Во время работы автору было предложено переименовать персонажей в названия цветов, однако имена были оставлены в первоначальном варианте. Персонаж Мася из манги Tokyo Black Cat Girl был перенесён в Tokyo Mew Mew с сохранением изначального имени и внешности. В шутку придуманное автором название атаки Итиго «Strawberry Bell Bell» было сочтено редакторами забавным и включено в мангу; Икуми отмечала, что в дальнейшем придумывала атакам именно «смешно звучащие» названия.
Адаптацией первоначального дизайна персонажей для аниме-сериала занималась Мари Китаяма. Икуми положительно отнеслась к результату данной работы, а также одобрила выбор актёров озвучивания.

## Команда Мяу Мяу
Мяу Мяу — молодые девушки, которые благодаря генам вымирающих видов животных приобрели суперспособности и стали биологическим оружием. Они сражаются с животными-химерами — монстрами, созданными в результате слияния инопланетного паразита c живым существом. Впоследствии команда начинает борьбу с пришельцами — хозяевами химер. Создание первых пяти Мяу Мяу произошло случайно — глава Мяу-проекта Рё Сироганэ изначально намеревался объединить гены химер и редких видов животных, чтобы проверить, поможет ли это обратить заражение.
Мяу-проект был начат доктором Сироганэ (отцом Рё) за пять лет до начала основных событий. В манге не раскрываются причины начала проекта, однако доктор Сироганэ упоминал о том, что должен найти способ слияния генов животных и ДНК человека. В аниме-адаптации доктор во время археологических раскопок обнаружил окаменелые останки древней цивилизации Химер и вместе со своим ассистентом Кэйитиро Асакакой начал исследования, переросшее в создание Мяу-проекта. В результате взрыва в лаборатории профессор Сироганэ и его жена погибли, и 10-летний Рё остался сиротой. Вместе с Кэйитиро он переехал в Японию и продолжил Мяу-проект. Согласно аниме, взрыв был вызван проснувшейся химерой, которая подожгла дом.
В команду Мяу Мяу входит пять девушек: Итиго Момомия, Минт Айдзава, Летус Мидорикава, Пурин Фон и Дзакуро Фудзивара Каждая героиня имеет уникальную метку на теле. После трансформации девушки приобретают силы связанных с ними животных. С помощью объединения усилий они способны увеличивать силу Мяу Итиго. Группа изначально называла себя Мяу Мяу, но затем по телевидению Итиго случайно представила их как «Tokyo Mew Mew»; под этим названием они и стали известны на публике. Девушки работают официантками в кафе Мяу Мяу, одновременно являющемуся их штабом, откуда они получают информацию об активности химер. В манге Tokyo Mew Mew a La Mode Итиго отправляется в Англию, и временным лидером команды становится Бэрри Сираюки.

### Итиго Момомия
Итиго Момомия (яп. 桃宮 いちご Момомия Итиго, «итиго» — клубника) — 13-летняя девочка, которая является главным действующим лицом и лидером команды Мяу Мяу. Итиго сливается с ДНК ириомотейской кошки, которая даёт ей возможность превращаться в девушку-кошку Мяу Итиго, мощную и героическую кошку-девушку. Преобразование заставляет её проявлять различные кошачьи манеры, пока она пребывает в человеческом облике. На первом свидании от волнения у неё внезапно вылезают уши и хвост, а от поцелуя она целиком превращается в маленькую чёрную кошку. Она остаётся в форме кошки до тех пор, пока кто-либо — человек или животное — не поцелует её.
Итиго влюблена в Масаю Аояму. И хотя она считает, что он безразличен к её чувствам, позднее он отвечает взаимностью, и они начинают встречаться. По ходу сюжета у Итиго появляется таинственный защитник — Голубой рыцарь. Итиго также имеет поклонника — пришельца Кишу. Хотя тот пытается добиться её симпатии, Итиго остаётся холодной по отношению к Кишу, предпочитая Аояму. Несмотря на это, она плачет, видя, как Кишу умирает у неё на руках. После того как Масая жертвует собой в попытке уничтожить Глубокую Синеву, Итиго передаёт Масае свою жизненную силу и умирает. Материя «мяу аква», находящаяся в теле Масаи, возвращает её к жизни. Перед тем как Масая в конце серии отправляется учиться в Англию, он и Итиго играют шуточную свадьбу. В манге Tokyo Mew Mew a La Mode говорится, что Итиго утратила свои сверхспособности и вместе с Масаей уехала в Англию. По возвращении в Японию её силы начали возвращаться к ней, и она присоединилась к борьбе против крестоносцев Святой Розы. В аниме-сериале героиня была озвучена Саки Накадзимой. В сериале Mew Mew Power имя героини было изменено на Зои Хенсон, а озвучила её Аманда Браун.

### Минт Айдзава
Минт Айдзава (яп. 藍沢 みんと Айдзава Минто, англ. «mint» — мята) — девочка из богатой семьи. Обычно ведёт себя высокомерно, в кафе «Мяу мяу» никогда ничего не делает, придумывая разные отговорки. Любит своего брата, занимается балетом. Во всём соглашается с Дзакуро, потому что является её поклонницей. Ненавидит проигрывать в споре. Связана с ДНК птицы из Красной книги, порода — ультрамариновый лори-отшельник. При трансформации в Мяу Минт у неё появляются птичьи крылья и хвост. Героиню озвучила Юми Какадзу. В сериале Mew Mew Power её имя Корина Баксуорф (озвучила Энди Уэйли).

### Летус Мидорикава
Летус Мидорикава (яп. 碧川 れたす Мидорикава Рэтасу, англ. «lettuce» ['letɪs] — салат-латук) — трудолюбивая и застенчивая девочка, готовая на всё, чтобы быть в компании друзей. Связана с ДНК беспёрой морской свиньи, древним животным. Эта связь даёт ей возможность превращать свои ноги в хвост морской свиньи, что заметно улучшает её плавательные способности (в аниме-адаптации она получает эту способность только после нахождения «мяу аква»). Летус часто подвергается издевательствам со стороны сверстниц, например, те заставляют её делать за них домашнюю работу, хотя она не считает себя очень умной. Поначалу она боится своих сверхспособностей и даже теряет контроль над собой, но Итиго и Минт успокаивают её. Другие члены команды считают её доброй и самоотверженной. По мере развития сюжета становится более уверенной в себе. Была влюблена, но безответно. В аниме её озвучила Куми Сакума. В сериале Mew Mew Power её зовут Бриджит Вердант (озвучила Бэлла Хадсон).

### Пурин Фон
Пурин Фон (кит. 黄 歩鈴, в японской транскрипции Фон Пурин, от プリン (пурин) — пудинг) — весёлая девочка-акробат, четвёртая Мяу Мяу. Связана с ДНК золотистой игрунки; после трансформации у неё появляются обезьяньи уши и хвост, а в бою она использует пару колец. В своей речи всегда использует заключительную связку «нанода». Другие члены команды полагают, что ДНК обезьяны прекрасно соответствует её характеру, а Минт считает её незрелой. Несмотря на малый возраст, она в одиночку воспитывает своих маленьких братьев и сестру, а также зарабатывает деньги, чтобы обеспечить их. В манге ничего не говорится о матери Пурин, однако в аниме показано, что она умерла. В последней битве она вынуждена сразиться с Таруто. В окончании серии она целует Таруто и говорит, что не хочет прощаться, на что тот отвечает, что ещё может вернуться. В аниме-адаптации Таруто спасает Пурин из подземной пещеры, поняв, что ей не хватает кислорода. В аниме её озвучила Хисаё Мотидзуки. В сериале Mew Mew Power её имя Кикки Бенжамин (озвучила Кетер Донахью).

### Дзакуро Фудзивара
Дзакуро Фудзивара (яп. 藤原 ざくろ Фудзивара Дзакуро, «дзакуро» — гранат) — девушка-фотомодель, самая старшая среди остальных девушек. Как и другие члены команды, она впервые появляется в начале манги на выставке редких животных. В жизни угрюмая и мрачная, на экране весёлая. Поначалу она не хотела работать в команде, но потом передумала. Связана с ДНК волка. В аниме-сериале она говорит, что не живёт вместе с семьёй, так как два года назад покинула свой дом. В аниме её озвучила Дзюнко Нода. В сериале Mew Mew Power её имя Рени Робертс (озвучила Молли Уэвер).

### Бэрри Сираюки
Бэрри Сираюки (яп. (白雪 ベリー Сираюки Бэри:, англ. berry — «ягода»)) — главная героиня манги Tokyo Mew Mew a La Mode, шестая Мяу Мяу. После ухода Итиго она становится временным лидером команды. Связана с ДНК двух редких животных — андской кошки и лазающего зайца. Очень милая, дружелюбная и очень похожа на Итиго (не внешностью, а характером). Сменила школу, поскольку считала свою старую школьную форму «не милой». Каждый день она вынуждена проделывать долгий путь, чтобы добраться до школы. По ходу сюжета на неё начинают охоту крестоносцы Святой Розы.

## Антагонисты

### Пришельцы
Главные антагонисты манги Tokyo Mew Mew — пришельцы, появившиеся на Земле с целью «вернуть её». По утверждению пришельцев, их предки жили на Земле три миллиона лет назад, но после ряда катастроф покинули её, оказавшись на грани вымирания. Они поселились на другой планете с загрязнённой окружающей средой и вынуждены были жить под землёй. Они не забывали о планете Земля и, вернувшись на неё, были оскорблены тем, как люди относятся к окружающей среде. Они сочли людей виновниками уничтожения планеты. Пришельцы используют животных-химер, чтобы уничтожить человечество и захватить планету.
Первым на Землю прибыл пришелец Глубокая Синева. Он принял форму человека и затем погрузился в сон. Позднее на планету прилетели Киссю, Пай и Таруто. После поражения Глубокой Синевы пришельцы, получившие материю «мяу аква», возвратились на свою планету. В сериал Mew Mew Power были внесены изменения — пришельцы были названы «сайниклонами» (англ. Cyniclons) и по сюжету они прилетели с необитаемой планеты и из зависти к людям решили сделать Землю своим новым домом.

#### Животные-химеры
Животные-химеры (яп. キメラ・アニマ) — паразитические организмы, используемые пришельцами для заражения животных и превращения их в монстров. Задачей Мяу Мяу является извлечение паразита из поражённого животного, после чего животное возвращается в нормальное состояние, а Мася поглощает паразита. В Tokyo Mew Mew не говорится о судьбе животных-химер после ухода пришельцев, однако в Tokyo Mew Mew a La Mode раскрывается, что некоторые из них остались на Земле и попали под влияние крестоносцев Святой Розы. В аниме-сериале химеры способны заражать растения, людей, окаменелости, а также материю «мяу аква». В сериале Mew Mew Power заражённые животные были названы «предасайтами» (англ. Predasites), а паразиты — «инфьюзорами» (англ. Infusors).

#### Кишу
Кишу (яп. キッシュ Киссю, фр. «quiche» — киш) — пришелец, который вторым появился на планете Земля. Впервые появившись в конце первого тома манги, Киссю обычно ведёт себя беззаботно, наслаждаясь сражениями с Мяу Мяу и относясь к ним как к игре. С течением времени Киссю влюбляется в Итиго, хотя поначалу рассматривает её как «интересную игрушку» (которую он должен убить по приказу своего лидера). В последних главах он похищает Итиго, признаётся ей в любви и требует, чтобы она заплакала. Ближе к концу серии он вновь признаётся ей в своих чувствах, но затем, получив отказ, нападает на неё и начинает душить. Спросив, что он должен сделать для того, чтобы она полюбила его, он отпускает Итиго. Восстав против Глубокой Синевы, Киссю погибает в попытке защитить Итиго; после поражения Глубокой Синевы он возвращается к жизни при помощи «мяу аква». Вместе с Паем и Таруто он возвращается на свою планету, пожелав Итиго счастья и поцеловав её на прощание. В аниме его озвучил Дайсукэ Сакагути. В сериале Mew Mew Power его имя Дрен (озвучил Эндрю Раннелс).

#### Таруто
Таруто (яп. タルト Таруто, фр. «tarte» — тарт) — второй пришелец, прибывший на Землю вместе с Паем для помощи Киссю. Он часто дразнит Киссю, называя его слабым. В бою он обычно использует физические атаки и животных-химер, но также способен управлять растениями. Открыто выражает неприязнь к Итиго и называет её «старухой», а в ответ оказывается назван «лилипутом». По ходу сюжета Таруто и Пай берут в плен Пурин. Охраняя девушку, Таруто оказывается озадачен тем, что она не боится и пытается подружиться с ним. Она дарит ему конфету. В аниме Таруто спасает Пурин жизнь. В конце манги Пурин целует его, после чего он возвращается в свой мир. В конце аниме он был убит Паем, но после падения Глубокой Синевы воскрешён. Его озвучивает Асаи Киёми. В сериале Mew Mew Power его имя Тарб (озвучил Джимми Зоппи).

#### Пай
Пай (яп. パイ Паи, англ. «pie» — пирог) — пришелец, прибывший на Землю вместе с Таруто. Самый старший среди пришельцев, спокойный и тихий, всегда серьёзный. В основном занимается разведкой и исследованием важной информации. После поражения Глубокой Синевы он и его товарищи возвращаются в свой мир. В аниме-сериале Пай убивает Таруто за предательство, но затем жертвует собой в попытке защитить Мяу Мяу. Возвращается к жизни благодаря «мяу аква». Его озвучивает Нобутоси Канна. В сериале Mew Mew Power его зовут Сардон (озвучил Пит Зарустика).

#### Глубокая Синева
Глубокая Синева (яп. ディープ・ブルー Дипу Буру, англ. Deep Blue) — главный антагонист, лидер пришельцев. Он прилетел на Землю несколько лет назад и принял форму человека (Масаи Аоямы), чтобы избежать обнаружения. Приняв новое обличье, Глубокая Синева погрузился в сон, оставив Масаю без воспоминаний о том, кто он такой, но передав ему отвращение к загрязнению окружающей среды. В своём настоящем облике впервые появляется в конце шестого тома. После пробуждения он нападает на Итиго и ранит её, а выступившего против него Киссю убивает. Масая временно пробуждается и освобождает материю «мяу аква», чем убивает и себя, и Глубокую Синеву.
В аниме-адаптации Глубокая Синева существует в виде голубого шара энергии, а после получения части «мяу аква» принимает форму тени. В аниме он погибает от руки Мяу Итиго, пока Масая сдерживает его тело. В начале сериала имя сэйю Глубокой Синевы не раскрывалось; после 46-й серии в титрах было обозначено, что его озвучивает Мэгуми Огата (также озвучившая Масаю и Голубого рыцаря). В сериале Mew Mew Power его имя осталось прежним (его озвучивает Скотти Рэй). Его роль в данном сериале претерпела изменения — из спасителя пришельцев он превратился в разрушителя, желающего уничтожить Землю, что становится причиной восстания против него других пришельцев.

### Крестоносцы Святой Розы
Крестоносцы Святой Розы (яп. セント・ローズ・クルセイダーズ Сэнто Родзу Курусэида:су) — главные антагонисты манги Tokyo Mew Mew a la Mode. В группу входят четверо молодых людей и их лидер Дюк. Во флешбэке объясняется, что члены группы родились с различными особыми силами, в результате чего их стали избегать люди, а родители отказались от них и направили в школу-интернат, где они и встретились. Вместе они задумали взорвать школу, но таинственный человек, известный как Дюк, убеждает их не тратить время впустую, так как они нужны миру.
Крестоносцы стремятся изменить «скучный взрослый мир», создав в нём утопию с помощью «интеллекта, благодетели и элегантности». Для этого они используют животных-химер, оставшихся на планете после ухода пришельцев. Как только команда Мяу Мяу вступает в новую схватку с иноземными паразитами, крестоносцы обращают внимание на нового лидера Мяу Мяу Бэрри Сираюки. Их попытка захватить и уничтожить Бэрри оказывается сорвана, и тогда они прибегают к использованию подсознательных сообщений и гипноза, чтобы настроить жителей Токио против команды Мяу Мяу; в числе загипнотизированных оказывается лучший друг Бэрри Тасуку Мэгуро.
Каждый из крестоносцев совершает одно нападение на Мяу Бэрри или других Мяу Мяу, после чего отступает. Ближе к концу серии Мяу Бэрри рассеивает наложенный на жителей гипноз. Тасуку и Дюк признают, что методы крестоносцев были ошибочными. Они последний раз появляются в манге, стоя на крыше здания вместе с Бэрри.

#### Дюк
Дюк (яп. 公爵 Дю:ку) — лидер крестоносцев Святой Розы. Обозреватели сочли одновременно интересным и тревожащим то, что его одежда похожа на костюмы членов американской националистической организации Ку-Клукс-Клан, которую в своё время возглавлял Дэвид Дюк. Дюк принимает к себе четырёх детей, наделённых особыми способностями, от которых отказались их семьи. Тронутый их одиночеством и внутренними страданиями, Дюк уверяет их в их важности и помогает найти цель в жизни. В манге говорится, что Дюк собирался использовать оставшихся животных-химер, чтобы захватить мир.

## Второстепенные персонажи

### Масая Аояма
Масая Аояма (яп. 青山 雅也 Аояма Масая) — одноклассник Итиго и предмет её романтического интереса; занимается кэндо. Позднее он отвечает на её чувства взаимностью, и они начинают встречаться. Он знает об истинной сущности Мяу Итиго, но первоначально скрывает этот факт от неё. Итиго называет Масаю «умным», «милым», «атлетичным» и «популярным». Масая изображён вежливым и спокойным человеком, хотя в моменты гнева он иногда кричит на других. Ближе к концу серии Масая узнаёт, что является сиротой. Он очень любит природу и переживает о вымирающих видах. Он говорит, что только рядом с Итиго чувствует «настоящее человеческое существование». По ходу сюжета выясняется что Масая и Голубой рыцарь — одно и то же лицо, хотя первый об этом поначалу не знает, а узнав, понимает, что трансформация вызвана его желанием защитить Итиго. Вскоре после раскрытия своей второй сущности Масая теряет сознание и превращается в лидера пришельцев Глубокую Синеву. Тот заявляет, что сотворил Масаю, чтобы скрыться в мире людей до тех пор, пока не придёт его время пробудиться. Масая жертвует собой, освободив «мяу аква» из своего тела. В конце Масая решает отправиться в Англию, чтобы изучать редкие виды животных. В манге Tokyo Mew Mew a la Mode Масая первым чувствует новую угрозу и одобряет решение Итиго вернуться и помочь друзьям. К концу манги он сам возвращается в Токио. В аниме-сериале его озвучивает Мэгуми Огата. В сериале Mew Mew Power его имя Марк (озвучивает Скотти Рэй).

### Голубой рыцарь
Голубой рыцарь (яп. 蒼の騎士 Ао но Киси, англ. Blue Knight) — неизвестный мужчина, который появляется в конце четвёртого тома манги, чтобы спасти Итиго во время битвы с Киссю. Он говорит Итиго, что он «принадлёжит ей» и что он «родился, чтобы защитить её». Голубой рыцарь появляется всякий раз, когда Итиго находится в опасности, чтобы защитить её, и исчезает, когда ситуация разрешается. Итиго пытается выяснить его личность, подозревая Рё и Кэйитиро, и ближе к концу манги узнаёт, что Голубой рыцарь является альтернативной личностью Масаи Аоямы, созданной благодаря его желанию защитить Итиго. После раскрытия своей истинной личности превращается в Глубокую Синеву. В Tokyo Mew Mew a la Mode Масая подчёркивает, что больше не обладает силами Голубого рыцаря. В аниме-адаптации рыцарю отводится более важная роль — он несколько раз помогает команде Мяу Мяу в битвах, даёт им советы и поддерживает их. Его озвучивает Мэгуми Огата. В сериале Mew Mew Power его оригинальное имя сохранено (озвучивает Шон Щеммель).

### Рё Сироганэ
Рё Сироганэ (яп. 白金 稜 Сироганэ Рё:) — богатый ученик средней школы, руководитель Мяу-проекта и владелец кафе «Мяу мяу». Сын учёного, который и придумал Мяу-проект, но завершить не сумел. Другие персонажи называют Рё гением: его IQ превышает 180. После смерти родителей он вместе с Кэйитиро переехал в Японию, чтобы продолжить работу отца. Закончив разработку средства для внедрения генов в тело человека, он первым делом испытал препарат на себе, чтобы убедиться в его безвредности. В результате он получил способность превращаться в серого кота на не более чем 10 минут. Рё создал для Итиго, а позже и для Бэрри, роботов-помощников, R2000 (Мася) и R3000 (Утя). Обычно он разговаривает с девочками в резкой манере. В своей кошачьей форме он несколько раз помогает Итиго, целуя её и тем самым возвращая ей человеческий облик. Хотя возраст Рё неизвестен, официально считается, что ему 15 лет; в сериале Mew Mew Power ему 16 лет. В аниме его озвучивает Тотика Койти. В сериале Mew Mew Power его имя Эллиот Грант (озвучивает Шон Щеммель).

### Кэйитиро Акасака
Кэйитиро Акасака (яп. 赤坂 圭一郎 Акасака Кэйитиро:) — руководитель кафе «Мяу мяу» и пекарь, партнер Рё в Мяу-проекте. Работал вместе с его отцом и после его смерти стал помогать сыну доктора. Возраст Кэйитиро не раскрывается ни в манге, ни в аниме. В официальном игровом справочнике Tōkyō Myū Myū;- Tōjō Shin Myū Myū!;- Minna Issho ni Gohōshi Suru Nyan говорится, что ему двадцать один год, тогда как в дополнительных материалах к сериалу Mew Mew Power фигурирует информация о том, что ему семнадцать. В аниме его озвучивает Хикару Мидорикава. В сериале Mew Mew Power его зовут Уэсли Дж. Кулридж III (озвучил Эндрю Раннелс).

### Тасуку Мэгуро
Тасуку Мэгуро (яп. 目黒 侑 Мэгуро Тасуку) — лучший друг Бэрри и объект её романтического интереса; живёт с ней по соседству. После смерти её матери он старался заменить ей мать, обнимая её каждое утро. Узнав, что Бэрри превратилась в Мяу Мяу, он говорит, что его это не беспокоит, и он навсегда останется её лучшим другом. По ходу сюжета он старается скрывать свои чувства, но в конце концов осознаёт, что влюблён в Бэрри. Он целует её, извиняется и убегает. Дюк гипнотизирует его и направляет против Бэрри. Бэрри освобождает его от заклинания, признав свои чувства и поцеловав его; Тасуку просит её остаться с ним навсегда, на что она соглашается.

### Мася
Мася (яп. マシャ Мася) — робот, созданный для определения местоположения химер и «мяу аква». Имя «Мася» ей дала Итиго, первоначально называвшая её R2000 (номер модели). После поражения пришельцев Мася решает отправиться в Англию вместе с Итиго и Масаей. В дополнение к способности обнаруживать пришельцев Мася ест отделившихся от жертвы паразитов. Не способна разговаривать, обычно общается при помощи звуков. В аниме-адаптации Мася имеет мужской пол и расширенный словарный запас; безуспешно пытается помогать команде в боях. Его озвучивает Дзюнко Нода. В сериале Mew Mew Power его имя Минимью (озвучивает Том Уэйленд).

### Утя
Утя (яп. ウチャ Утя) — второй робот, созданный Рё. Появляясь только в манге Tokyo Mew Mew a la Mode, R3000 становится помощником Бэрри, которая даёт ему имя «Утя». Утя имеет такие же способности, как и Мася, но говорит полными предложениями и часто выражает недовольство. Может превращаться в оружие Бэрри.

### Ринго Акаи
Ринго Акаи (яп. 赤井 りんご Акаи Ринго, «ринго» — яблоко) — персонаж видеоигры. У неё нет семьи, она живёт со своим старшим братом — рейнджером Масио, который внешне похож на Масаю. Очень весёлая, любит кроликов и большие банты. Связана с ДНК пингвина Гумбольта.

## Сопутствующая продукция
По мотивам серии Tokyo Mew Mew создавались сопутствующие товары: костюмы, рюкзаки и другие аксессуары (включая костюмы для косплея). Также сопутствующая продукция включала в себя фигурки персонажей, цепочки для ключей и календари.

## Восприятие критикой
Персонажи Tokyo Mew Mew удостоились положительных оценок от нескольких публикаций в области аниме и манги. Патрик Кинг из AnimeFringe благоприятно отозвался о дизайне персонажей, отметив: «одна из наиболее привлекательных черт манги — безусловно ультра-милый рисунок Мии Икуми. Большие глаза, кошачьи ушки, пушистые хвостики и короткие юбки — всё это создаёт милую атмосферу, которой трудно сопротивляться». В книге Manga: The Complete Guide Шенон Геррити назвала персонажей «милыми девочками в костюмах животных».
Новые персонажи из Tokyo Mew Mew a La Mode получили более сдержанные отзывы. Майк Дунган из Mania Entertainment счёл Бэрри Сираюки «забавным персонажем» благодаря её энергичности и беззаботности. Тасуку был назван прекрасной парой для героини. Джанет Крокер из Anime Fringe сочла Бэрри слишком поверхностной героиней, которая всего лишь отражает образ Итиго. Она также раскритиковала костюм Дюка за схожесть с одеждой националистической организации Ку-клукс-клан. В обзоре Anime News Network Карло Сантос подчеркнул, что «Бэрри имеет всё необходимое для того, чтобы стать невыносимой», но вместе с тем отметил, что она ведёт себя как «типичная маленькая девочка», которая «мила и глупа, но останавливается именно в тот момент, когда это начинает раздражать», что делает её необычной.